# Assistant Secretary of State for International Narcotics and Law Enforcement Affairs

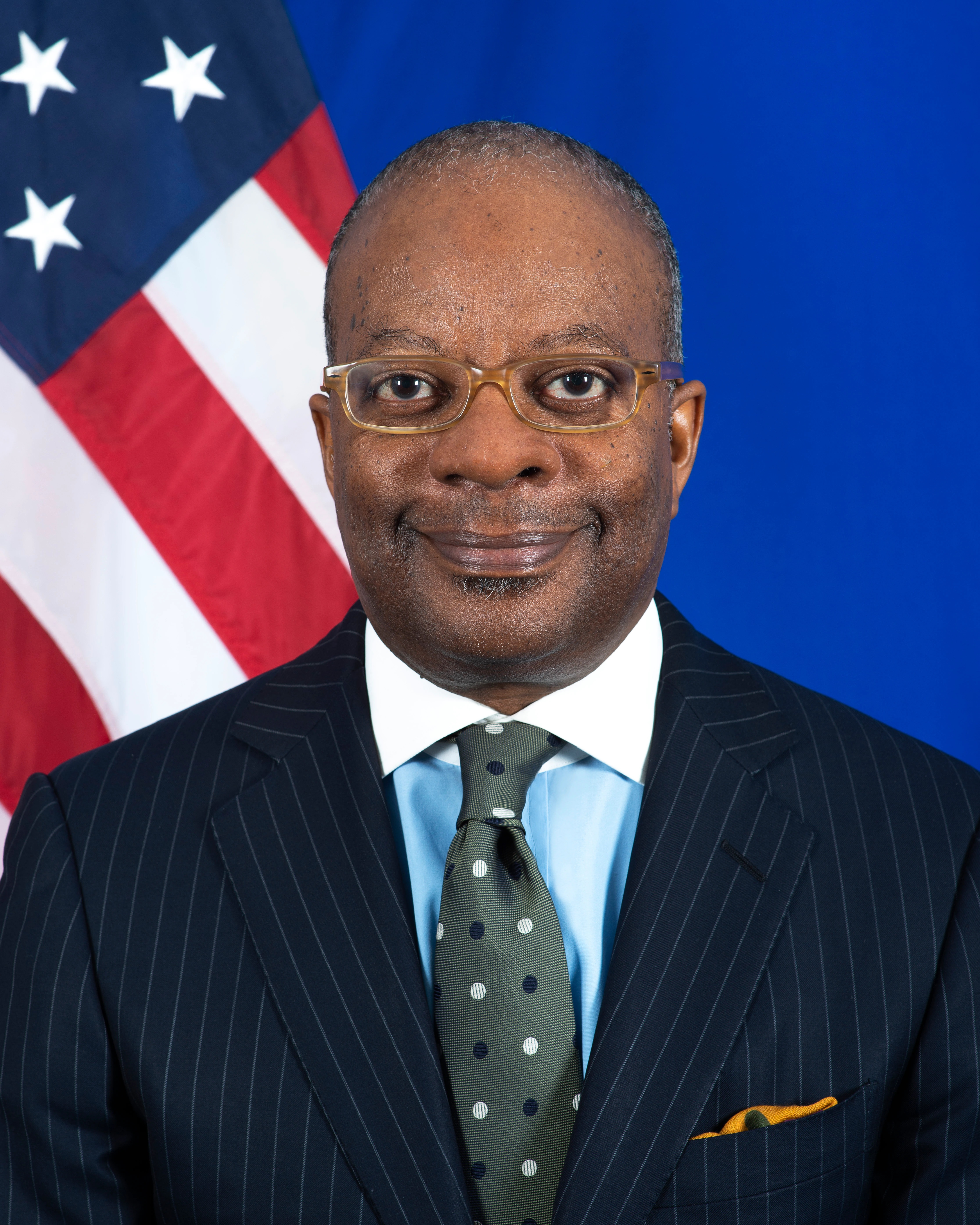
Todd D. Robinson, derzeitiger Assistant Secretary

Organigramm: Die administrative Gliederung des Außenministeriums (englisch)

Der Assistant Secretary of State for International Narcotics and Law Enforcement Affairs ist ein Amt im Außenministerium der Vereinigten Staaten und Leiter des Bureau for International Narcotics and Law Enforcement Affairs. Er untersteht dem Under Secretary of State for Civilian Security, Democracy, and Human Rights.
Es wurde am 1. Oktober 1978 vom Kongress der Vereinigten Staaten mit dem Foreign Relations Authorization Act for fiscal Year 1979 als Assistant Secretary of State for International Narcotics Matters gegründet, um übernationale Angelegenheiten der US-Drogenpolitik zu organisieren. Am 10. Februar 1995 nannte man ihn zum Assistant Secretary for International Narcotics and Law Enforcement Affairs um.

## Amtsinhaber
| Amtszeit  | Name                         | Bemerkung        |
| --------- | ---------------------------- | ---------------- |
| 1979–1981 | Kathleen Mathea Falco        |                  |
| 1981–1984 | Dominick Leonard DiCarlo     |                  |
| 1984–1986 | Jon R. Thomas                |                  |
| 1986–1989 | Ann Barbara Wrobleski        |                  |
| 1989–1993 | Melvyn Levitsky              |                  |
| 1993–1997 | Robert Sidney Gelbard        |                  |
| 1998–2002 | Rand Beers                   |                  |
| 2003–2005 | Robert B. Charles            |                  |
| 2005–2007 | Anne Woods Patterson         |                  |
| 2007–2011 | David Timothy Johnson        |                  |
| 2011–2017 | William Rivington Brownfield |                  |
| 2017      | Daniel Lewis Foote           | geschäftsführend |
| 2018–2021 | Kirsten D. Madison           |                  |
| 2021      | James A. Walsh               | geschäftsführend |
| 2021–     | Todd D. Robinson             |                  |